# レディネス
| ウィキペディアには「レディネス」という見出しの百科事典記事はありません（タイトルに「レディネス」を含むページの一覧/「レディネス」で始まるページの一覧）。 代わりにウィクショナリーのページ「レディネス」が役に立つかもしれません。 |